# Sung Kang
Sung Kang (Gainesville, Florida, 8 april 1972) is een Amerikaans acteur van Koreaanse afkomst. Hij werd geboren als Kang Sung-Ho (Hangul: 강성호)
Zijn eerste grote rol was die van Han in Better Luck Tomorrow. Hij speelde ook in de filmreeks The Fast and the Furious met de films: The Fast and the Furious: Tokyo Drift, Fast & Furious, Fast Five, Fast & Furious 6 en F9. Ook speelde Kang de rol van de inquisiteur The Fifth Brother in de televisieserie Obi-Wan Kenobi op Disney+. Kang is de eigenaar van een restaurant genaamd Saketini in Brentwood. 

## Filmografie
| Year | Title                                 | Role                | Notes                     |
| ---- | ------------------------------------- | ------------------- | ------------------------- |
| 2000 | Talking to Taka                       | Co-Producer         | Co-producer               |
| 2001 | Pearl Harbor                          | Listener            |                           |
| 2002 | Better Luck Tomorrow                  | "Han"               | Associate producer        |
| 2002 | Antwone Fisher                        | Receptionist        |                           |
| 2004 | 9:30                                  | Chan Kin Fai        | Short film                |
| 2004 | Forbidden Warrior                     | Doran               |                           |
| 2005 | The Motel                             | Sam                 |                           |
| 2006 | The Fast and the Furious: Tokyo Drift | Han                 |                           |
| 2006 | Undoing                               | Samuel              | Producer                  |
| 2007 | War                                   | Goi                 |                           |
| 2007 | Finishing the Game                    | Cole Kim            |                           |
| 2007 | Live Free or Die Hard                 | Raj                 |                           |
| 2009 | Los Bandoleros                        | Han                 | Short film                |
| 2009 | Fast & Furious                        | Han                 |                           |
| 2009 | Ninja Assassin                        | Hollywood           |                           |
| 2009 | Clap Clap                             | Roy                 | Short film                |
| 2011 | Fast Five                             | Han                 |                           |
| 2011 | Knots                                 | Kai                 |                           |
| 2012 | Sunset Stories                        | JP                  |                           |
| 2013 | Bullet to the Head                    | Taylor Kwon         |                           |
| 2013 | The Come Up                           | Douchey Actor       | Short film                |
| 2013 | Fast & Furious 6                      | Han                 |                           |
| 2014 | Eden                                  | Connie              |                           |
| 2015 | Ana Maria in Novela Land              | Koreaans soapacteur |                           |
| 2015 | Hollywood Adventures                  | Manny               |                           |
| 2015 | Pali Road                             | Mitch Kayne         |                           |
| 2016 | The Free World                        | Detective Shin      |                           |
| 2019 | Code 8                                | Agent Park          |                           |
| 2020 | We Can Be Heroes                      | Blinding Fast       |                           |
| 2021 | Raya and the Last Dragon              | Dang Hai            | Stem                      |
| 2021 | F9                                    | Han                 |                           |
| 2022 | Obi-Wan Kenobi                        | The Fifth Brother   | Televisieserie op Disney+ |
| 2023 | Fast X                                | Han Lue             |                           |